# 115 km
115 km (ros. 115 км) – wieś w Rosji w obwodzie kemerowskim, w rejonie topkińskim. Według danych z 2010 roku zamieszkiwana przez 38 osób.